# Schwarze Hebräer
Die Schwarzen Hebräer (englisch Black Hebrew Israelites) sind eine Gruppe von Afroamerikanern, die behaupten, dass sie von antiken Israeliten abstammen. Die Schwarzen Hebräer sind Anhänger religiöser Überzeugungen und Praktiken sowohl des Christentums als auch des Judentums sowie weiterer religiöser Strömungen. Sie werden von der allgemeinen jüdischen Bevölkerung nicht anerkannt. Sie selbst bezeichnen sich als hebräische Israeliten oder Schwarze Hebräer, wodurch die behauptete historische Verbindung betont wird.
Viele Gemeinden der Schwarzen Hebräer wurden im späten 19. und frühen 20. Jahrhundert in den Vereinigten Staaten, von Kansas bis New York City, durch Amerikaner und westindische Einwanderer gegründet. Mitte der 1980er Jahre gab es in den USA zwischen 25.000 und 40.000 Schwarze Hebräer. In den 1990er Jahren schätzte die Alliance of Black Jews die Zahl auf 200.000 afroamerikanische Juden. Diese Schätzung beruhte auf einer Umfrage des Council of Jewish Federations von 1990. Die genaue Anzahl der Schwarzen Hebräer bleibt unbekannt.

## Übersicht
Obwohl sich die afroamerikanischen Christen spirituell mit den Israeliten identifizierten, behaupteten sie bis ins späte 19. Jahrhundert nicht, von diesen abzustammen. Diese Identifikation mit den Israeliten war eine Reaktion auf die Sklaverei in den Vereinigten Staaten und der damit verbundenen Diskriminierung der schwarzen Bevölkerung. Die Übernahme der jüdischen Geschichte war für Afroamerikaner Teil ihrer Rebellion gegen den Rassismus in den Vereinigten Staaten. Dadurch versuchten die Schwarzen Hebräer ihre Wurzeln wiederzufinden.
Die Church of God and Saints of Christ war eine der ersten Gruppen der Schwarzen Hebräer und wurde 1896 in Kansas gegründet. Sie behielt Elemente einer messianischen Verbindung zu Jesus bei. In den folgenden Jahrzehnten wurden viele weitere Kongregationen der Schwarzen Hebräer gebildet. Einige hatten keinen Bezug zum Christentum. Ähnliche Gruppen nahmen Elemente des Judentums auf und adaptierten sie. Dabei bauten sie eine Struktur ähnlich zu den schwarzen Kirchen auf.
Die Glaubensinhalte und Praktiken der Schwarzen Hebräer sind sehr vielfältig. Die Unterschiede sind groß, sodass Historiker James Tinney vorschlug, die Organisationen in drei Gruppen einzuteilen:
- Schwarze Juden, die eine christologische Perspektive einnehmen und jüdische Rituale adaptieren.
- Schwarze Hebräer, die traditionell jüdischer eingestellt sind.
- Schwarze Israeliten, die für einen schwarzen Nationalismus eintreten und am wenigsten jüdische Traditionen befolgen.[11]

Trotzdem haben diese Organisationen einige Gemeinsamkeiten. Der Anthropologe James E. Landing unterscheidet zwischen der Bewegung der Schwarzen Hebräer und dem normativen Judentum, das von Schwarzen ausgeübt wird. Die Schwarzen Hebräer hängen weder von dokumentierten Abstammungslinien zu jüdischen Vorfahren ab, noch von anerkannten Konversionen zum orthodoxen oder konservativen Judentum.
Landings Definition und die ihr zugrunde liegenden Annahmen von Rasse und normativem Judentum wurden allerdings kritisiert.

## Gruppen

### Church of the Living God, the Pillar Ground of Truth for All Nations
Die älteste bekannte Organisation der Schwarzen Hebräer ist die Church of the Living God, the Pillar Ground of Truth for All Nations. Sie wurde 1886 von F. S. Cherry in Chattanooga, gegründet und zog später nach Philadelphia. Theologisch mischte sie jüdische und christliche Elemente, da sowohl der Talmud als auch das Neue Testament als wesentliche Schriften galten.
Zu den Ritualen von Cherrys Gemeinde gehörten neben jüdische Praktiken auch christlichen Traditionen. So trugen die Männer beim Gebet Kippas und neigten sich nach Osten. Die Kirchenmitglieder durften auch kein Schweinefleisch essen. Gebete wurden mit Musikinstrumenten und Gospelgesang begleitet. Nach Cherrys Tod glaubten Mitglieder seiner Kirche, dass er sie nur vorübergehend verlassen hat und bald in geistiger Form zurückkehren wird.

### Church of God and Saints of Christ

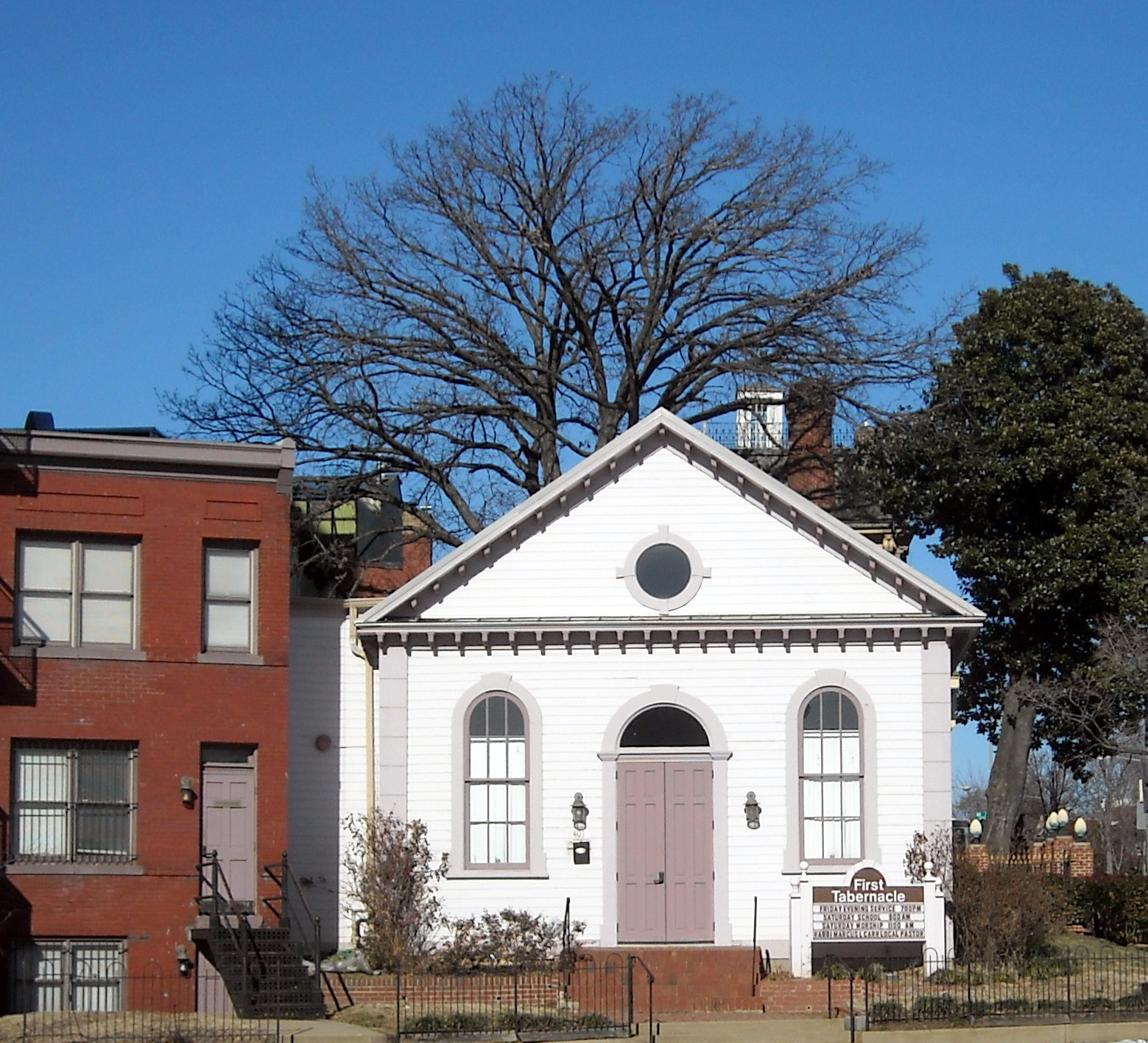
Das ehemalige Zentrum der Church of God and Saints of Christ in Washington, D.C. Das Gebäude heißt heute First Tabernacle Beth El und gehört zum National Register of Historic Places.

Die Church of God and Saints of Christ entstand 1896 in Lawrence, unter der Leitung von William Saunders Crowdy. Die Gruppe ließ sich 1889 in Philadelphia nieder und Crowdy zog 1903 nach Washington, D.C. Nach seinem Tod 1908 wuchs die Kirche unter der Leitung von William Henry Plummer weiter. Seit 1927 befindet sich die Organisation in Belleville, Virginia.
1936 zählte diese Kirche mehr als 200 „Tabernakel“ (Kongregationen) und 37.000 Mitglieder. Seit 2001 wird die Church of God and Saints of Christ von Rabbi Jehu A. Crowdy, Jr., einem Urenkel von William Saunders Crowdy, geleitet. 2005 zählte sie circa 50 Tabernakel in den USA und Dutzende in Afrika.
Die Church of God and Saints of Christ beschreibt sich selbst als die „älteste afroamerikanische Kongregation in den Vereinigten Staaten, die die Lehren des Judentums befolgt“. Sie vertritt die Ansicht, dass alle Juden ursprünglich schwarz gewesen sind und dass die Afroamerikaner Abkömmlinge der verlorenen Stämme Israels sind. Sie glauben, dass Jesus Christus weder Gott noch Sohn Gottes ist, sondern ein jüdischer Prophet. Auch Gründer William Saunders Crowdy soll ein Prophet gewesen sein.
Die Rituale dieser Kirche beziehen sich auf das Alte und das Neue Testament. Ihre alttestamentlichen Bräuche umfassen den jüdischen Kalender, das Pessachfest, die Knabenbeschneidung, die Einhaltung der Sabbatruhe am Samstag und das Tragen der Kippa. Auf das Neue Testament beziehen sich die Taufe und die Fußwaschung.

### Commandment Keepers
Wentworth Arthur Matthew gründete die Commandment Keepers Congregation 1919 in Harlem. Matthew wurde von nichtschwarzen Juden in seinem Umfeld beeinflusst sowie von Marcus Garvey und der Universal Negro Improvement Association and African Communities League. Garvey sah das Exil der biblischen Juden als Metapher für die schwarze Bevölkerung in Nordamerika. Es gelang seiner Bewegung, die Verbindung zwischen den Afroamerikanern und Afrika, insbesondere Äthiopien, zu stärken. Als Matthew später von den Beta Israel erfuhr, identifizierte er sich mit ihnen. Im heutigen Israel gelten die Beta Israel als ein Volk jüdischer Abstammung.
Heute befolgen die Commandment Keepers traditionelle jüdische Praktiken und jüdische Feiertage. Dazu gehören die Speisegesetze, die Beschneidung sowie Bar und Bat Mitzwa. In ihren Synagogen sind Männer und Frauen beim Beten durch eine Mechiza getrennt.
Die Commandment Keepers glauben, sie seien Nachfahren von Salomo und der Königin von Saba. Matthew lehrte, dass „der schwarze Mann ein Jude“ sei und „alle echten Juden schwarze Männer“ seien. Er schätzte nichtschwarze Juden dafür, dass sie das Judentum über die Jahrhunderte erhalten haben. Mit den jüdischen Anführern in New York pflegte er freundschaftliche Beziehungen und lud sie regelmäßig zum Gebet in seine Synagoge ein.
In Brooklyn gründete Matthew das Ethiopian Hebrew Rabbinical College, das später zur Israelite Rabbinical Academy wurde. Er weihte mehr als 20 Rabbiner, die danach Kongregationen in vielen Teilen der USA und der Karibik leiteten. Er blieb der Vorsteher der Commandment Keepers in Harlem, deren Kongregation in die 123. Straße umzog.
Als Matthew 1973 starb, brach ein Nachfolgestreit in der Harlem-Kongregation aus. Kurz vor seinem Tod ernannte er seinen 16-jährigen Enkel David Matthew Doré zum neuen spirituellen Anführer. 1975 wählte der Synagogenrat Rabbi Willie White zum Vorsteher. Rabbi Doré führte bis in die 1980er Jahre einige Gottesdienste in der Synagoge durch. Doch White erteilte Doré und einigen anderen Mitgliedern Hausverbot. Die Mitgliederzahl nahm in der Folge ab und 2004 besuchten nur einige Dutzend Gläubige die Synagoge. 2007 verkauften die Commandment Keepers das Gebäude, als sich verschiedene Lager gegenseitig verklagten.
Neben der Gruppe in Harlem gibt es acht oder zehn Kongregationen im Raum New York sowie weitere in Nordamerika und Israel.

### African Hebrew Israelites of Jerusalem

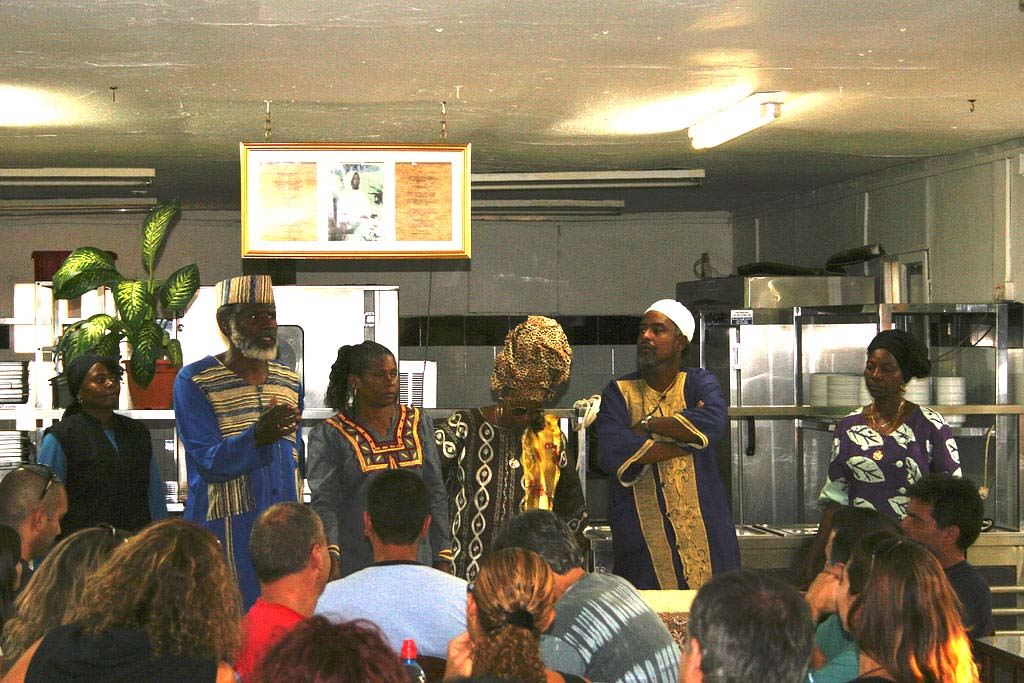
African Hebrew Israelites mit Besuchern in Dimona (Israel)

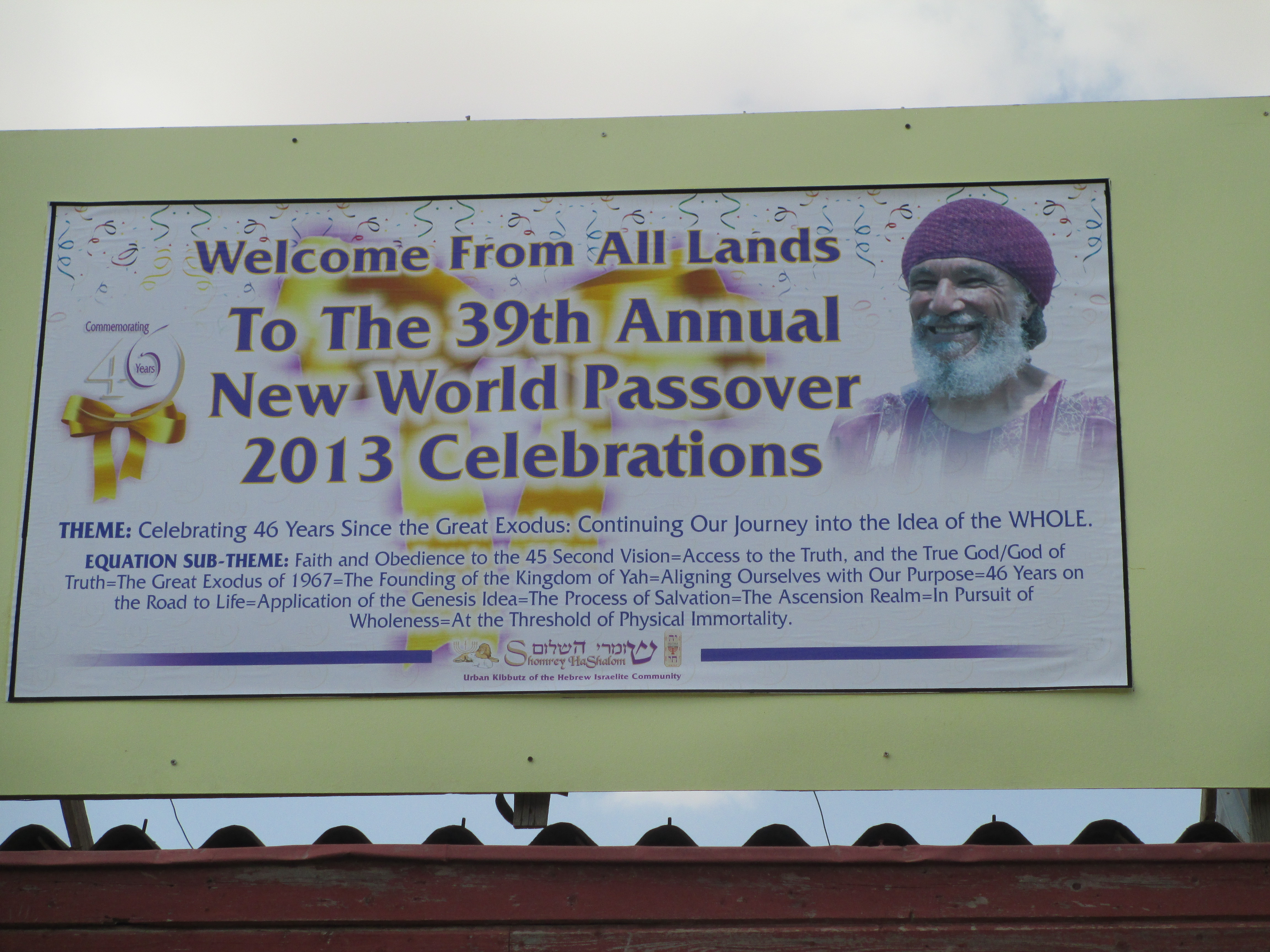
Ein Schild in Dimona

Ben Ammi Ben-Israel gründete die African Hebrew Israelites of Jerusalem 1966 in Chicago. 1969 zogen Ben Ammi und rund 30 seiner Anhänger nach einem Aufenthalt in Liberia nach Israel. In den nächsten 20 Jahren folgten ihnen 600 weitere Mitglieder aus den USA nach Israel. Um das Jahr 2006 lebten ungefähr 2.500 Hebrew Israelites in Dimona und zwei anderen Orten des Negev, wo sie als Black Hebrews (Schwarze Hebräer) bezeichnet werden. Weitere Gemeinschaften gibt es auch in mehreren amerikanischen Städten, darunter Chicago, St. Louis und Washington, D.C.
Die Schwarzen Hebräer glauben, dass sie von Angehörigen des Stammes Juda abstammen. Die Gruppe übernahm Elemente der afroamerikanischen Kultur in ihre Bibelinterpretation und lehnt rabbinische Interpretationen des Talmud ab. Der Sabbat wird befolgt, ebenso die jüdischen Feiertage wie Jom Kippur und Pessach.
Die Männer tragen Zizit zusammen mit afrikanischen bedruckten Hemden, die Frauen befolgen die Nidda und neugeborene Knaben werden beschnitten. In Übereinstimmung mit ihrer Bibelinterpretation halten die Schwarzen Hebräer einen strikten Veganismus ein und tragen nur natürliche Stoffe. Die meisten Männer haben mehr als eine Frau. Empfängnisverhütung ist nicht erlaubt.
Als die ersten Schwarzen Hebräer 1969 in Israel ankamen, verlangten sie das Bürgerrecht gemäß dem Rückkehrgesetz. 1973 entschied die israelische Regierung, der Gruppe keine sofortige Staatsbürgerschaft zu erteilen, da sie keine jüdische Abstammung nachweisen konnte und nicht zum orthodoxen Glauben übergetreten sind. Den Schwarzen Hebräern wurden auch die Arbeitserlaubnis und staatliche Zuschüsse vorenthalten. Sie verklagten die israelische Regierung wegen rassistischer Diskriminierung. 1981 schalteten sich amerikanische Bürgerrechtsaktivisten um Bayard Rustin in den Fall ein und stellten fest, dass Rassismus nicht die Ursache für die Situation der Schwarzen Hebräer war. Es wurde keine amtliche Maßnahmen ergriffen, um die Schwarzen Hebräer in die USA zurückzuschicken, doch einige Mitglieder wurden individuell abgeschoben.
Einige der Schwarzen Hebräer legten ihre US-amerikanische Staatsbürgerschaft ab, um solche Abschiebungen zu verhindern. 1990 unterstützten Abgeordnete aus Illinois sie bei Verhandlungen für ein Abkommen zur Absicherung des rechtlichen Status der Schwarzen Hebräer in Israel. Sie erhielten die Erlaubnis zu arbeiten und Zugang zu Wohnraum und sozialen Diensten. Die Schwarzen Hebräer forderten ihren US-Pass zurück und erhielten auch Hilfe durch die US-Regierung beim Bau einer Schule und zusätzlicher Wohnungen. 2003 wurde das Abkommen überarbeitet und die Schwarzen Hebräer erhielten die Niederlassungserlaubnis für Israel. 2009 wurde Elyakim Ben-Israel der erste Schwarze Hebräer, der die israelische Staatsbürgerschaft erlangte. Die Regierung teilte mit, dass weiteren Schwarzen Hebräern das Bürgerrecht erteilt werden könnte.
Die Schwarzen Hebräer sind in Israel für ihre Gospelchöre, sowie für Restaurants in mehreren Städten bekannt. 2003 stattete Sängerin Whitney Houston ihnen einen Besuch in Dimona ab und 2006 wurde der Schwarze Hebräer Eddie Butler vom Fernsehpublikum als Vertreter Israels beim Eurovision Song Contest ausgewählt.

## Rassismusvorwürfe
2008 warf das Southern Poverty Law Center (SPLC) den Extremisten unter den Schwarzen Hebräern ein rassistisches schwarzes Überlegenheitsdenken (Black Supremacy) vor. Mitglieder solcher Gruppen glauben, dass Schwarze das wahre auserwählte Volk seien und einst nach Israel zurückkehren würden. Viele betrachten Juden als teuflische Betrüger, und sie bezeichnen Weiße offen als das personifizierte Böse, das nur Tod oder Sklaverei verdient. Das SPLC sagte jedoch auch, dass die meisten Schwarzen Hebräer nicht explizit rassistisch und antisemitisch seien und nicht für Gewalt einträten.
Zu den vom SPLC als suprematistisch bezeichneten Gruppen gehören die Nation of Yahweh und die Israelite Church of God in Jesus Christ. Laut der Anti-Defamation League fördert auch die Webseite 12 Tribes of Israel, die von einer Gruppe der Schwarzen Hebräer betrieben wird, den Gedanken der schwarzen Überlegenheit.

## In Israel
Einige Schwarze Hebräer, Angehörige der African Hebrew Israelites of Jerusalem, siedelten Ende der 1960er Jahre von den Vereinigten Staaten über Liberia nach Israel. Sie leben in Städten in der Negev-Wüste, hauptsächlich in Dimona, aber auch in Arad und Mitzpe Ramon und besitzen größtenteils nicht die israelische Staatsbürgerschaft, jedoch ein ständiges Aufenthaltsrecht. Zu der israelischen Band The Soul Messengers gehörten auch Angehörige der Schwarzen Hebräer. Im Jahr 2003 gab es zwischen 1500 und 2000 Schwarze Hebräer in Israel.